# Cornelius Stewart
Cornelius Ezekiel Stewart (* 7. Oktober 1989 in Questelles) ist ein vincentischer Fußballspieler.

## Karriere

### Verein
Stewart wurde in Kingstown auf St. Vincent geboren, wuchs aber im nahe gelegenen Vorort Questelles auf. Von 2001 bis 2007 spielte er im Jugendbereich bei System 3 FC, bevor er ab 2007 für Hope International in der höchsten Landesklasse des Inselstaates spielte. Ende 2009 kam Stewart zu den Vancouver Whitecaps, bei denen auch sein Landsmann Marlon James unter Vertrag stand, und absolvierte in der anschließenden Saison 2010 in der USSF Division 2 Professional League 19 Ligaeinsätze (2 Tore). Kurz vor Ende der Spielzeit wurde er aus dem Aufgebot genommen, als seine Teilnahme an Länderspielen bevorstand, um Platz für andere Spieler zu schaffen.
Zur Saison 2011 rückten die Whitecaps in die Major League Soccer auf, Stewart erhielt aber, obwohl mannschaftsintern als „Newcomer des Jahres 2010“ ausgezeichnet, kein Vertragsangebot. Stattdessen gehört der Stürmer, dessen Stärken seine Schnelligkeit und seine Athletik sind, weiter zum Residency-Aufgebot der Whitecaps in der USL PDL, trainiert aber mit Profiteam und kommt auch für dessen Reserveteam in der MLS Reserve Division zum Einsatz.

### Nationalmannschaft
Mit der U-20-Auswahl von St. Vincent und den Grenadinen nahm Stewart an den Qualifikationsrunden der CONCACAF U-20-Meisterschaft 2009 teil. Er erzielte dabei in sieben Spielen elf Treffer. In der ersten Qualifikationsrunde gelangen ihm beide Treffer beim 2:1 gegen Guyana ebenso wie der 1:0-Siegtreffer gegen Grenada und auch beim 23:1-Sieg gegen die Britischen Jungferninseln traf er fünf Mal. In der 2. Runde erzielte er den einzigen vincentischen Treffer, zum 1:0-Sieg gegen St. Kitts und Nevis, der zum Einzug in die 3. Runde ausreichte. Diese fand in Kingstown statt und das Team verpasste nach zwei Siegen gegen die Dominikanische Republik und Haiti (Siegtreffer durch Stewart) erst durch eine 0:2-Niederlage im letzten Spiel gegen Jamaika vor 4.000 Zuschauern die direkte Qualifikation für die kontinentale Endrunde. Als Vizemeister der Karibikzone musste St. Vincent anschließend im Play-off gegen Honduras, Dritter der Mittelamerikaqualifikation, antreten. Stewart brachte dabei sein Team per Strafstoß in der ersten Halbzeit in Führung, Honduras drehte das Spiel aber in der zweiten Halbzeit noch und qualifizierte sich mit einem 3:1-Sieg für die Endrunde.
2007 debütierte Stewart in der A-Nationalmannschaft von St. Vincent und den Grenadinen. 2008 kam er als Einwechselspieler bei der 1:4-Rückspielniederlage gegen Kanada in der Qualifikation zur Weltmeisterschaft 2010 zum Einsatz, bei der Caribbean Championship 2010 absolvierte er alle sechs Partien seines Heimatlandes und führte das Team gegen Montserrat als Kapitän an, als er sein erstes Länderspieltor erzielte.

## Erfolge
- CONCACAF Caribbean Cup-Sieger: 2012
- Trinidad and Tobago FA Trophy: 2012, 2013
- Maledivischer Meister: 2020, 2021, 2022

## Auszeichnungen
Bangladesh Premier League
- Torschützenkönig: 2023/24 (19 Tore)